# Songs from Instant Star Two
Songs from Instant Star Two – ścieżka dźwiękowa drugiego sezonu serialu telewizyjnego "Gwiazda od zaraz". Wszystkie piosenki na albumie wykonywane są przez Alexz Johnson. Został wydany przez wytwórnię Orange Record Label, a jego producentami byli Matt Hyde i Dave Ogilvie. Płytę współtworzył także Stephen Stohn, który jest również jednym z producentów samego serialu.
Dodatkowy wokal stanowiła głównie Katie B.

## Lista utworów
1. "Liar Liar" (Damhnait Doyle, Marc Jordan, Rob Wells)
2. "How Strong Do You Think I Am?" (Christopher Ward, Jordan)
3. "Anyone But You" (Ward, Doyle, Jordan)
4. "How I Feel" (Doyle, Wells)
5. "There's Us" (Ward, Wells)
6. "Over-rated" (Ward, Greg Johnston, Jeen O'Brien)
7. "Natural Disaster" (Dave Thomson, Luke McMaster)
8. "Fade To Black" (Thomson, McMaster, Jordan)
9. "Another Thin Line" (Brendan Johnson)
10. "Not Standing Around" (Doyle, Johnston, O'Brien)
11. "My Sweet Time" (Ward, Wells)
12. "Who Am I Fooling" (Ward, McMaster, Jordan, Wells)
13. "White Lines" (Wells, McMaster)